# Vyskeř
Vyskeř település Csehországban, Semilyi járásban. Vyskeř Žďár, Olešnice, Troskovice, Kacanovy, Hrubá Skála és Libošovice településekkel határos. Lakosainak száma 410 fő (2024. január 1.).

## Népesség
A település lakosságának változását az alábbi diagram mutatja:
| Lakosok száma | 1041 | 1062 | 978  | 540  | 394  | 394  | 407  | 408  | 416  | 410  |
|               | 1869 | 1900 | 1921 | 1961 | 1980 | 2011 | 2016 | 2019 | 2021 | 2024 |